# Membraniporina
Membraniporina zijn een onderorde van mosdiertjes (Bryozoa) uit de orde van de Cheilostomatida. De wetenschappelijke naam ervan werd in 1890 voor het eerst geldig gepubliceerd door Ortmann.

## Superfamilies
- Membraniporoidea Busk, 1854